# Anastasija Matrosowa
Anastasija Wołodymyriwna Matrosowa (ukr. Анастасія Володимирівна Матросова, ur. 3 stycznia 1982) – ukraińska judoczka i sambistka. Olimpijka z Aten 2004, gdzie zajęła piąte miejsce w wadze półciężkiej.
Siódma na mistrzostwach świata w 2001; dziewiąta w 2010; uczestniczka zawodów w 1999, 2003, 2005 i 2011. Startowała w Pucharze Świata w latach 1996-2011. Zdobyła cztery brązowe medale mistrzostw Europy w latach 2000 - 2005. Trzecia na akademickich MŚ w 2002. Wicemistrzyni świata w sambo w 2006 i trzecia w 2009 roku.

## Letnie Igrzyska Olimpijskie 2004
| Konkurencja | Eliminacje          | Eliminacje               | Eliminacje             | Repasaże        | Repasaże             | Klas. końcowa |
| Konkurencja | Przeciwnik I        | Przeciwnik II            | 1/4                    | 1/2             | o 3. miejsce         | Miejsce       |
| ----------- | ------------------- | ------------------------ | ---------------------- | --------------- | -------------------- | ------------- |
| 78 kg       | Lee So-yeon (KOR) Z | Warwara Akritidu (GRE) Z | Rachel Wilding (GBR) Z | Liu Xia (CHN) P | Lucia Morico (ITA) P | 5.            |